# Tehnician medical de urgență
Un tehnician medical de urgență ( EMT ), cunoscut și ca tehnician de ambulanță, este un profesionist din domeniul sănătății care oferă servicii medicale de urgență. EMT-urile se găsesc cel mai frecvent în ambulanțe. EMT sunt adesea angajați de serviciile de ambulanță private, de agențiile municipale EMS, de guverne, spitale și departamente de pompieri. Unele EMT sunt angajați plătiți, în timp ce alții (în special cei din zonele rurale) sunt voluntari. EMT oferă asistență medicală în conformitate cu un set de protocoale, care sunt de obicei scrise de un medic.

## Statele Unite ale Americii
Certificare
În Statele Unite, EMT-urile sunt certificate în funcție de nivelul lor de formare. Statele individuale își stabilesc propriile standarde de certificare(sau licențiere, în unele cazuri) și toate formările EMT trebuie să îndeplinească cerințele minime stabilite de standardele pentru curriculum ale Administrației Naționale pentru Siguranța Traficului(NHTSA).

## Educație si instruire
Programele de formare EMT pentru certificare variază foarte mult de la curs la curs, cu condiția ca fiecare curs să îndeplinească cel puțin cerințele locale și naționale. În Statele Unite, EMR-urile primesc cel puțin 40-80 de ore de instruire în clasă, iar EMT-urile primesc cel puțin 120-300 de ore de instruire în clasă. AEMT-urile au în general 100-300 de ore de instruire suplimentară în clasă, dincolo de formarea standard EMT. Paramedicii sunt instruiți timp de 1.500-2.500 de ore sau mai mult.

## Ocuparea forței de muncă
EMT-urile și paramedicii sunt angajați în diferite forme, în principal în mediul pre-spitalicesc, cum ar fi EMS, pompieri și agenții de poliție.În multe locuri din Statele Unite, nu este neobișnuit ca angajatorul primar al EMR-urilor, EMT-urilor și paramedicilor să fie departamentul de pompieri, care prin personalul specializat oferă răspunsul primar al sistemului medical de urgență, inclusiv vehiculelor de pompieri „primul care răspunde”, ca ambulanțe. 